# Irene Sciriha
Irene Sciriha Aquilina () é uma matemática maltesa, especializada em teoria espectral de grafos e teoria química dos grafos. Um tópico particular de suas pesquisas tem sido os grafos singulares, grafos cuja matriz de adjacência é uma matriz singular, e os grafos nut, grafos singulares cujos subgrafos induzidos não triviais são não singulares. É professora de matemática na Universidade de Malta.

## Formação e carreira
Sciriha estudou matemática na Universidade de Malta, obtendo bacharelado e mestrado como a única mulher que estudava matemática ou física naquela época. Obteve um Ph.D. em 1998 na Universidade de Reading, na Inglaterra, com a tese On some aspects of graph spectra, orientada por Anthony Hilton e Stanley Fiorini.
Começou a lecionar na Universidade de Malta em 1971. Foi coordenadora do European Women in Mathematics de 2000 a 2001.

## Reconhecimento
Sciriha é fellow do Institute of Combinatorics and its Applications. Uma de suas alunas, a química Martha Borg, ganhou o Prêmio Turner na Universidade de Sheffield por uma tese de doutorado co-orientada por Sciriha e Patrick W. Fowler.